# Joaquín Rodríguez Lugo
Joaquín Rodríguez Lugo (22 de septiembre de 1942) es un prestigiado abogado, político, exfuncionario público y actual líder de profesionistas mexicano, originario del Estado de Coahuila, padre del Doctor Joaquín Rodríguez Lugo Baquero, casado con la Señora Martha Angélica Baquero Malpica; miembro del Partido Revolucionario Institucional y Presidente del Colegio de Abogados del Valle de México A.C.

## Biografía
Fue miembro del Pentatlón juvenil y más tarde egresado de la licenciatura en derecho de la Universidad Nacional Autónoma de México. Se desempeñó como Secretario del Ayuntamiento, Presidente del Comité Directivo Municipal de su partido(PRI) y luego Presidente Municipal, todo lo anterior en Tlalnepantla de Baz, en el Estado de México; ( importante municipio ubicado al norte de la Ciudad de México que esta conurbado con ella desde 1959) en dos diferentes periodos, la primera ocasión por designación del congreso del Estado de México, durante la gubernatura del profesor Carlos Hank González, entre los años 1974 y 1975 (nombramiento por Ministerio de Ley), durante el cual implemento el Plan Rector Vial, que amplio todas las vialidades principales del municipio, entre las cuales se puede mencionar Gustavo Baz Prada (antes Circunvalación) 8 carriles, Miguel Hidalgo y Sor Juana Inés de la Cruz en Tlalnepantla de Baz, Puente de Vigas, Tenayuca, etcétera, (le sucedió en el cargo el Lic. Cuauhtémoc Sánchez Barrales) y durante la segunda gestión en el mismo encargo, alcanzada por elección popular directa, la cual inició funciones desde el año 1991 y llegó hasta 1993, (su sucesor en el cargo fue su entonces Secretario del Ayuntamiento el Lic. Arturo Ugalde Meneses);en esta última gestión de Presidencia Municipal, fue responsable a petición expresada por consulta popular, convocada por él, decidiéndose la construcción de la segunda fase del Palacio Municipal actual en la Plaza Gustavo Baz, utilizando el proyecto original y después de la construcción del Centro Cívico de Tlalnepantla y la construcción de la avenida Niños Héroes, antes paseo de la castellana en la zona de Valle Dorado, la ampliación a ocho carriles en el tramo de dirección norte sur del Anillo Periférico en la zona de curvas de La Quebrada, así como de la vialidad Ignacio Pichardo Pagaza en San Juan Ixhuatepec.
Es considerado un líder natural y un político profesional, humano, generoso y con una visión de futuro de su tierra de en medio, fue honesto en todos sus encargos y es un importante litigante, ejemplo de ética y calidad en su función social.

## Designaciones en Servicio Público
Fue designado subdelegado jurídico de la Delegación Política Azcapotzalco y magistrado del Tribunal Contencioso Administrativo del Gobierno del Distrito Federal y posteriormente fue elegido diputado federal de la LVI Legislatura del Congreso de la Unión, en representación de su partido y de la población del distrito electoral de Tlalnepantla, Estado de México, cumpliendo esta representación desde 1994 hasta 1996. Por encaro del entonces gobernador del Estado Ignacio Pichardo Pagaza,fue titular de la Dirección General de Seguridad Pública del Estado de México, donde fue  responsable junto con su subalterno el Teniente Coronel Pardo Rebolledo de la seguridad del Papa Juan Pablo II en su primera visita a México, dentro del territorio del Estado de México y la recuperación de las instalaciones de la planta Cuautitlán de la empresa Ford Motor Company S.A.,(que tenía un año bajo control y posesión ilegal de su sindicato), contando un récord de 15 invasiones ilegales rechazadas y solo un asalto bancario durante su gestión de un año de duración; fue titular de la Dirección General de Coordinación Metropolitana de la Secretaría de Desarrollo Metropolitano, también del Gobierno del Estado de México; durante esta última gestión coordinó apoyando al autor de la propuesta, el Abogado y Maestro en Administración Pública Leonel Marcelo López Caamaño en su carácter de entonces Director de Estudios y Legislación Metropolitana, de la misma dependencia, para lograr la reforma y adición a la Constitución Política del Estado Libre y Soberano de México, que incluyó entre otras adiciones en el artículo 139, la regulación, por primera vez en la legislación estatal del concepto de la Zona Metropolitana, apareciendo por primera vez en la legislación local de una entidad federativa mexicana, reformas y adiciones que se plantearon contando con la colaboración de un importante equipo de abogados estudiosos del fenómeno metropolitano, entre los que participaron los expresidentes municipales de Naucalpan, Ecatepec y Cuautitlán Izcalli respectivamente, Lic. Mario Ruiz de Chávez, Lic.Sergio Mancilla, Lic.Jorge Torres Rodríguez y Lic. Gabriel Ezeta Moll; con lo que se sentó la base de esta integración de recursos locales y federales que se aplica para la creación del actual Fondo Metropolitano, instancia actualmente responsable de importantes inversiones anuales en infraestructura regional en todo el territorio nacional, fundamentalmente en proyectos de infraestructura en algunas de las 59 zonas metropolitanas mexicanas identificadas en los estudios elaborados por INEGI Y SEDESOL. También se desempeñó como subsecretario de Gobierno del Estado de México en las regiones Texcoco y Tlalnepantla.

## Actividades Profesionales
Además, desde 1975 fue abogado fundador y Colegiado, actualmente es Colegiado Decano y Presidente (2015-2018)del Colegio de Abogados del Valle de México A.C, que es la organización más consolidada de profesionistas independientes dedicados al ejercicio del derecho, más importante y numerosa del estado de México, con más de mil afiliados en los municipios del Estado de México, la cual es una agrupación que integra en un mismo órgano de actualización, estudio y organización gremial a los litigantes independientes y servidores públicos de los municipios del Valle de México y recientemente de la Ciudad de México, avecindados o practicantes en ellos, sin definición política a través de filiales municipales o regionales conformadas dentro de los territorios de los municipios de Amecameca, Atizapán, Coacalco, Cuautitlán, Cuautitlán Izcalli, Ecatepec, Huehuetoca, Huixquilucan, Isidro Fabela, Ixtapaluca, Jilotepec, Los Reyes la Paz, Naucalpan, Nezahualcóyotl, Nicolás Romero, San Juan Teotihuacán, Teoloyucan, Tepotzotlán, Tlalnepantla, Texcoco, Toluca, Tultitlan, Tultepec y Zumpango, todos ellos del Estado de México, así como de la Ciudad de México...
Esta organización dirigida por Joaquín Rodríguez Lugo ha logrado en 2016 con el apoyo e intervención de sus filiales y el apoyo del entonces Gobernador Eruviel Ávila, la derogación del párrafo tercero del artículo 193 del Código Penal del Estado de México, destinado a criminalizar a los usuarios de vehículos automotores que no porten placas o tarjeta de circulación, interponiendo su secretario de Derechos Humanos Maestro Leonel Marcelo López Caamaño y un grupo numeroso de abogados, ante la Comisión Nacional de Derechos Humanos la Acción de In-constitucionalidad que dio como resultado la revocación del decreto que la aprobaba.
Ha sometido a nombre de la organización a consideración de la Legislatura del estado de México en 2017 la propuesta de actualización de la Ley de Arancel del Estado de México, promovió la Colegiación Obligatoria de los litigantes y su actualización a través de formación continua, el acercamiento con el poder judicial del Estado de México para mejorar su función y la ética de los abogados
Durante su gestión al frente del Colegio de Abogados, durante 2018 ha coadyuvado con el maestro Reynaldo Ramírez Chávez. presidente de la filial de Nicolás Romero, para lograr del municipio la donación de un predio urbano de 6,769.66 metros cuadrados en el municipio de Nicolás Romero, destinado al poder Judicial del Estado de México, que será el Centro de convivencia más importante a nivel nacional de un tribunal superior de justicia.

##### Filosofía personal.
Joaquín Rodríguez Lugo, es conocido a lo largo de su larga trayectoria por su espíritu de ayuda a la población en general y un alto sentido social que ha impreso en el gremio jurídico, procurando el mejoramiento de la función, la ética en la profesión y la mejora de los servicios profesionales así como de la autoridad jurisdiccional, propugna por la organización profesional y el cambio de las instituciones públicas de impartición de justicia, siempre para mejorar su honestidad, eficiencia y eficacia.